# Macenta (prefektura)
Macenta – prefektura w południowo-wschodniej części Gwinei, w regionie Nzérékoré. Zajmuje powierzchnię 7056 km². W 1996 roku liczyła ok. 279 tys. mieszkańców. Siedzibą administracyjną prefektury jest miejscowość Macenta.